# Mantoudi
Mantoudi (en griego: Μαντούδι) es una localidad de la unidad municipal de Kireas, Euboea, Grecia. Desde el Reforma del gobierno local de 2010, forma parte del municipio Mantoudi-Limni-Agia Anna.
Fue la sede del antiguo municipio Kireas entre 1997 y 2010, En 2011 su población era de 1.787 habitantes. Está situada a 4 km de la costa noreste de Eubea, a orillas del río Kireas.